# Witness for the Prosecution (peça de teatro)
Witness for the Prosecution é uma peça de teatro de Agatha Christie, baseada em no conto The Witness for the Prosecution, publicado pela primeira vez no Reino Unido em 1933, no livro de contos The Hound of Death and Other Stories, e em 1948 nos Estados Unidos, no livro de contos The Witness for the Prosecution and Other Stories.
A peça estreou em Londres em 28 de outubro de 1953, no Winter Garden Theatre, com produção de Peter Saunders.